# 皮雅斯特王朝
皮雅斯特王朝（波蘭語：Piastowie），一译“皮亚斯特王朝”，是波兰历史上第一个王朝，名稱源自传说中的波兰部族领袖車輪匠皮雅斯特。从962年起，这个王朝的成员们以大公或国王的名义，断断续续地统治着波兰，直至1370年绝嗣。
皮雅斯特王朝的第一位大公是梅什科一世，他也是第一个大致统一现今波兰领土的人。梅什科一世使波兰成为天主教国家（966年）。梅什科一世之子波列斯瓦夫一世在临终前由教皇加冕为国王（第一次使用国王称号，1025年）。后来由于王权衰落，贵族割据及王朝向神圣罗马帝国称臣，国王称号被取消（1079年）。1320年，皮雅斯特王朝成员瓦迪斯瓦夫一世重新统一波兰。瓦迪斯瓦夫一世与德国骑士团进行长期斗争。瓦迪斯瓦夫一世之子卡齐米日三世是皮雅斯特王朝的最后一个男性，他死后，根据王朝贵族协议，波兰王位传给匈牙利的安茹王朝。皮雅斯特王朝的别支继续在马素比亚公国以及西里西亞的其他公国执政，直至1675年最后一位西里西亚公爵，乔治四世威廉，逝世，结束皮雅斯特王朝在中欧地区的统治。